# Flugvikt i grekisk-romersk stil i brottning vid olympiska sommarspelen 1972
Herrarnas brottningsturnering i grekisk-romersk stil i viktklassen flugvikt vid olympiska sommarspelen 1972 avgjordes i Fairgrounds, Judo and Wrestling Hall i München. 

## Medaljörer
| Klass    | Guld                    | Silver                    | Brons                       |
| Flugvikt | Petar Kirov · Bulgarien | Koichiro Hirayama · Japan | Giuseppe Bognanni · Italien |

## Resultat
Legend
- TF — Vinst genom fall
- IN — Vinst genom att motståndaren skadas
- DQ — Vinst genom passivitet
- D1 — Vinst genom passivitet, vinnaren är också passiv
- D2 — Båda brottarna förlorade på grund av passivitet
- FF — Vinst genom förverkande
- DNA — Anlände inte
- TPP — Totala straffpoäng
- MPP — Matchstraffpoäng

Straff
- 0 — Vinst genom fall, teknisk överlägsenhet, passivitet, skada och förverkande
- 0.5 — Vinst på poäng, 8-11 poängs skillnad
- 1 — Vinst på poäng, 1-7 poängs skillnad
- 2 — Vinst på passivitet,  vinnaren är också passiv
- 3 — Förlust på poäng, 1-7 poängs skillnad
- 3.5 — Förlust på poäng, 8-11 poängs skillnad
- 4 — Förlust genom fall, teknisk överlägsenhet, passivitet, skada och förverkande

### Elimineringsrunda

#### Omgång 1
| TPP | MPP |                               | Poäng |                           | MPP | TPP |
| --- | --- | ----------------------------- | ----- | ------------------------- | --- | --- |
| 4   | 4   | Mehdi Houryar (IRI)           | 6:33  | Petar Kirov (BUL)         | 0   | 0   |
| 1   | 1   | Miroslav Zeman (TCH)          |       | Mohamed Karmous (MAR)     | 3   | 3   |
| 0   | 0   | Jamsrangiin Mönkh-Ochir (MGL) | 0:00  | James Steiger (USA)       | 4   | 4   |
| 4   | 4   | Trond Martiniussen (NOR)      | 2:40  | Fritz Huber (FRG)         | 0   | 0   |
| 4   | 4   | Gheorghe Stoiciu (ROU)        | 6:43  | József Doncsecz (HUN)     | 4   | 4   |
| 0   | 0   | Boško Marinko (YUG)           | 4:29  | Javier León (PER)         | 4   | 4   |
| 3   | 3   | Enrique Jiménez (MEX)         |       | Ahmet Tren (TUR)          | 1   | 1   |
| 0   | 0   | Vasilios Ganotis (GRE)        | 6:56  | Leonel Duarte (POR)       | 4   | 4   |
| 0.5 | 0.5 | Vitali Konstantinov (URS)     |       | Abdelfattah Ibrahim (EGY) | 3.5 | 3.5 |
| 1   | 1   | Koichiro Hirayama (JPN)       |       | Giuseppe Bognanni (ITA)   | 3   | 3   |
| 1   | 1   | Jan Michalik (POL)            |       | Pertti Ukkola (FIN)       | 3   | 3   |

#### Omgång 2
| TPP | MPP |                               | Poäng |                          | MPP | TPP |
| --- | --- | ----------------------------- | ----- | ------------------------ | --- | --- |
| 7   | 3   | Mehdi Houryar (IRI)           |       | Miroslav Zeman (TCH)     | 1   | 2   |
| 0   | 0   | Petar Kirov (BUL)             | 6:39  | Mohamed Karmous (MAR)    | 4   | 7   |
| 0   | 0   | Jamsrangiin Mönkh-Ochir (MGL) | 7:07  | Trond Martiniussen (NOR) | 4   | 8   |
| 3   | 3   | Fritz Huber (FRG)             |       | Gheorghe Stoiciu (ROU)   | 1   | 5   |
| 4   | 0   | József Doncsecz (HUN)         | 8:28  | Boško Marinko (YUG)      | 4   | 4   |
| 8   | 4   | Javier León (PER)             | 5:28  | Enrique Jiménez (MEX)    | 0   | 3   |
| 3   | 2   | Ahmet Tren (TUR)              |       | Vasilios Ganotis (GRE)   | 2   | 2   |
| 8   | 4   | Leonel Duarte (POR)           | 7:51  | Koichiro Hirayama (JPN)  | 0   | 1   |
| 4.5 | 4   | Vitali Konstantinov (URS)     | 2:37  | Giuseppe Bognanni (ITA)  | 0   | 3   |
| 1   |     | Jan Michalik (POL)            |       | Bye                      |     |     |
| 4   |     | James Steiger (USA)           |       | DNA                      |     |     |
| 3.5 |     | Abdelfattah Ibrahim (EGY)     |       | DNA                      |     |     |
| 3   |     | Pertti Ukkola (FIN)           |       | DNA                      |     |     |

#### Omgång 3
| TPP | MPP |                           | Poäng |                               | MPP | TPP |
| --- | --- | ------------------------- | ----- | ----------------------------- | --- | --- |
| 4   | 3   | Jan Michalik (POL)        |       | Petar Kirov (BUL)             | 1   | 1   |
| 2   | 0   | Miroslav Zeman (TCH)      | 1:50  | Jamsrangiin Mönkh-Ochir (MGL) | 4   | 4   |
| 6   | 3   | Fritz Huber (FRG)         |       | József Doncsecz (HUN)         | 1   | 5   |
| 9   | 4   | Gheorghe Stoiciu (ROU)    | 8:20  | Boško Marinko (YUG)           | 0   | 4   |
| 7   | 4   | Enrique Jiménez (MEX)     | 8:28  | Vasilios Ganotis (GRE)        | 0   | 2   |
| 6   | 3   | Ahmet Tren (TUR)          |       | Giuseppe Bognanni (ITA)       | 1   | 4   |
| 7.5 | 3   | Vitali Konstantinov (URS) |       | Koichiro Hirayama (JPN)       | 1   | 2   |

#### Omgång 4
| TPP | MPP |                         | Poäng |                               | MPP | TPP |
| --- | --- | ----------------------- | ----- | ----------------------------- | --- | --- |
| 5   | 1   | Jan Michalik (POL)      |       | Miroslav Zeman (TCH)          | 3   | 5   |
| 1   | 0   | Petar Kirov (BUL)       | 6:58  | Jamsrangiin Mönkh-Ochir (MGL) | 4   | 8   |
| 5   | 0   | József Doncsecz (HUN)   | 7:31  | Vasilios Ganotis (GRE)        | 4   | 6   |
| 8   | 4   | Boško Marinko (YUG)     | 3:31  | Koichiro Hirayama (JPN)       | 0   | 2   |
| 4   |     | Giuseppe Bognanni (ITA) |       | Bye                           |     |     |

#### Omgång 5
| TPP | MPP |                         | Poäng |                         | MPP | TPP |
| --- | --- | ----------------------- | ----- | ----------------------- | --- | --- |
| 5   | 1   | Giuseppe Bognanni (ITA) |       | Jan Michalik (POL)      | 3   | 8   |
| 2   | 1   | Petar Kirov (BUL)       |       | Miroslav Zeman (TCH)    | 3   | 8   |
| 8   | 3   | József Doncsecz (HUN)   |       | Koichiro Hirayama (JPN) | 1   | 3   |

#### Sista omgångarna
| TPP | MPP |                         | Poäng |                         | MPP | TPP |
| --- | --- | ----------------------- | ----- | ----------------------- | --- | --- |
|     | 1   | Koichiro Hirayama (JPN) |       | Giuseppe Bognanni (ITA) | 3   |     |
| 7   | 4   | Giuseppe Bognanni (ITA) | 6:38  | Petar Kirov (BUL)       | 0   |     |
| 5   | 4   | Koichiro Hirayama (JPN) | 5:49  | Petar Kirov (BUL)       | 4   | 4   |